# PROBA-3
PROBA-3 — це космічна технологічна демонстраційна місія з подвійним зондом, що розроблена і проводиться Європейським космічним агентством (ЄКА). Вона присвячена високоточному польоту супутників у формації для досягнення наукової коронографії. PROBA-3 є частиною серії супутників PROBA, які використовуються для перевірки нових технологій і концепцій космічних кораблів, а також мають наукові інструменти. Місія була успішно запущена 5 грудня 2024 року ракетою ISRO PSLV-XL з космічного центру Сатіша Дхавана в Шріхарікоті, Індія.

## Концепт місії
PROBA-3 складається з двох незалежних космічних апаратів із стабілізацією по трьох осях: космічного апарата Coronagraph (CSC) і космічного апарата Occulter (OSC). Космічні апарати будуть летіти близько один до одного на високоеліптичній орбіті навколо Землі з апогею на висоті 60 500 км.
ЄКА повідомило, що, літаючи в щільній формації на відстані близько 150 метрів один від одного, Occulter буде точно відкидати свою тінь на телескоп Коронаграфа, блокуючи пряме світло Сонця. Це дозволить Коронографу знімати слабку сонячну корону у видимому, ультрафіолетовому та поляризованому світлі протягом багатьох годин поспіль.
Уздовж дуги апогею, коли градієнт сили тяжіння значно менший, два космічні кораблі автономно утворять формацію так, що CSC залишиться у фіксованому положенні в тіні, відкинутій OSC. CSC містить коронограф, який потім зможе спостерігати за короною Сонця, не будучи засліпленим інтенсивним світлом від фотосфери. Враховуючи діаметр затуляючого диска на OSC і передбачувані області спостереження корони, CSC повинен знаходитися приблизно на відстані 150 метрів від OSC і підтримувати це положення з міліметричною точністю. Наукова мета полягає в спостереженні корони приблизно до 1,1 сонячного радіуса у видимому діапазоні довжин хвиль.